# Judy Holliday
Judy Holliday, pseudonimo di Judith Tuvim (New York, 21 giugno 1921 – New York, 7 giugno 1965), è stata un'attrice statunitense.

## Biografia
Figlia di immigrati russi di origine ebraica (sua madre era un'insegnante di pianoforte), sviluppò sin da piccola un grande amore per il teatro.
Debuttò ufficialmente al Village Vanguard nel 1938, recitando nello spettacolo The Revuers. Nonostante non avesse mai frequentato scuole di recitazione, dimostrò grande talento quando si esibì nei teatri di Boston, Filadelfia, Washington e New York. Il grande successo arrivò nel 1946, quando interpretò la deliziosa e svampita Billie Dawn in Nata ieri, commedia teatrale di successo di Garson Kanin.
Lo spiritoso personaggio di Nata ieri, trasferito sullo schermo nel 1950 dal regista George Cukor, venne perfettamente interpretato dalla Holliday, che vinse il premio Oscar alla miglior attrice e diventò il simbolo della ragazza americana media, apparentemente superficiale, ma dotata in realtà di senso pratico e di intuito. L'attrice continuerà a sfruttare questo modello in altri film, come Vivere insieme (1952) e La ragazza del secolo (1954), sempre diretta da Cukor, Una Cadillac tutta d'oro e Piena di vita, entrambi del 1956.
Nel 1957 vinse un Tony Award per la sua interpretazione di una centralinista che si innamora per telefono nel musical Bells Are Ringing, che porterà anche sullo schermo in Susanna agenzia squillo (1960), suo ultimo film, interpretato accanto a Dean Martin. Negli ultimi anni abbandonò il cinema per dedicarsi al teatro e alla televisione. Nel 1965 un cancro al seno la condusse a una morte prematura, pochi giorni prima di compiere quarantaquattro anni.

## Filmografia

### Cinema

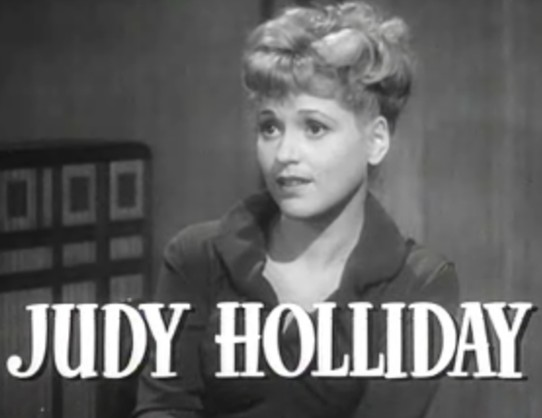
Judy Holliday in La costola di Adamo (1949)

- Vittoria alata (Winged Victory), regia di George Cukor (1944)
- La costola di Adamo (Adam's Rib), regia di George Cukor (1949)
- Nata ieri (Born Yesterday), regia di George Cukor (1950)
- Vivere insieme (The Marrying Kind), regia di George Cukor (1952)
- La ragazza del secolo (It Should Happen to You), regia di George Cukor (1954)
- Phffft... e l'amore si sgonfia (Phffft), regia di Mark Robson (1954)
- Una Cadillac tutta d'oro (The Solid Gold Cadillac), regia di Richard Quine (1956)
- Piena di vita (Full of Life), regia di Richard Quine (1956)
- Susanna agenzia squillo (Bells Are Ringing), regia di Vincente Minnelli (1960)

### Televisione
- The Ford Theatre Hour - serie TV, un episodio (1949)
- Goodyear Playhouse - serie TV, un episodio (1954)

## Teatro (parziale)
- Born Yesterday, scritto e diretto da Garson Kanin. Lyceum Theatre di Broadway (1946)
- Dream Girl, scritto e diretto da Elmer Rice. Coronet Theatre di Broadway (1951)
- Bells Are Ringing, libretto di Betty Comden e Adolph Green, colonna sonora di Jule Styne. Shubert Theatre e Alvin Theatre di Broadway (1956)
- Hot Spot, libretto di Jack Weinstock e Willie Gilbert, colonna sonora di Mary Rodgers e Stephen Sondheim, regia di Herbert Ross. Majestic Theater di Broadway (1963)

## Riconoscimenti
- Premio Oscar
  - 1951 – Miglior attrice per Nata ieri

- Golden Globe
  - 1951 – Migliore attrice in un film commedia o musicale per Nata ieri
  - 1956 – Candidatura alla migliore attrice in un film commedia o musicale per Una Cadillac tutta d'oro
  - 1961 – Candidatura alla migliore attrice in un film commedia o musicale per Susanna agenzia squillo

## Doppiatrici italiane
- Rina Morelli in La costola di Adamo, Nata ieri, Vivere insieme, La ragazza del secolo, Phffft... e l'amore si sgonfia, Una Cadillac tutta d'oro, Piena di vita, Susanna agenzia squillo